# Hannah Wilkinson
Pour les articles homonymes, voir Wilkinson.
Hannah Wilkinson, née le 28 mai 1992 à Whangarei, est une footballeuse internationale néo-zélandaise. Elle joue au poste d'attaquante.

## Biographie
Hanna Wilkinson commence le football avec le North Force, où elle passe par les équipes jeunes avant d'être promue en équipe première. Au début de l'année 2010, elle quitte le club afin de rejoindre Glenfield Rovers. En 2012, elle part joué aux États-Unis, avec le club universitaire des Tennessee Volunteers. Après avoir marqué 22 buts en 49 matchs au cours des trois premières années, elle rate toute la saison 2015 en raison d'une blessure. Avec son diplôme de l'Université du Tennessee en poche, elle déménage en Suède en mars 2017 au sein du Vittsjö GIK. Malheureusement la première saison au sein du club suédois n'est pas très prometteuse, en effet le club évite de peu la relégation, terminant 10e. En 2018, rebelote le club échappe à nouveau à la relégation avec deux points d'avance sur le premier relégable.

## Statistiques

### En club
| Saison                | Club                  | Championnat           | Championnat | Championnat | Coupe(s) nationale(s) | Coupe(s) nationale(s) | Compétition(s) continentale(s) | Compétition(s) continentale(s) | Compétition(s) continentale(s) | Sélection                | Sélection | Sélection | Total | Total |
| Saison                | Club                  | Division              | M.          | B.          | M.                    | B.                    | Comp.                          | M.                             | B.                             | Équipe                   | M.        | B.        | M.    | B.    |
| 2009                  | North Force           | NWSL                  | 4           | 5           | -                     | -                     | -                              | 0                              | 0                              | -                        | 0         | 0         | 4     | 5     |
| Sous-total            | Sous-total            | Sous-total            | 4           | 5           | 0                     | 0                     | -                              | 0                              | 0                              | -                        | 0         | 0         | 4     | 5     |
| 2010                  | Glenfield Rovers      | NWSL                  | 7           | 12          | -                     | -                     | -                              | 0                              | 0                              | Nouvelle-Zélande U20 & A | 8         | 13        | 15    | 25    |
| 2011                  | Glenfield Rovers      | NWSL                  | 2           | 3           | 2                     | 3                     | -                              | 0                              | 0                              | Nouvelle-Zélande A       | 4         | 2         | 8     | 8     |
| 2012                  | Glenfield Rovers      | NWSL                  | 2           | 4           | -                     | -                     | -                              | 0                              | 0                              | Nouvelle-Zélande U20 & A | 13        | 11        | 15    | 15    |
| Sous-total            | Sous-total            | Sous-total            | 11          | 19          | 1                     | 2                     | -                              | 0                              | 0                              | -                        | 25        | 26        | 37    | 47    |
| 2012                  | Tennessee Volunteers  | NCAA DI               | 8           | 8           | -                     | -                     | -                              | 0                              | 0                              | -                        | 0         | 0         | 8     | 8     |
| Sous-total            | Sous-total            | Sous-total            | 8           | 8           | -                     | -                     | -                              | 0                              | 0                              | -                        | 0         | 0         | 8     | 8     |
| 2013                  | Glenfield Rovers      | NWSL                  | -           | -           | 1                     | 1                     | -                              | 0                              | 0                              | -                        | 0         | 0         | 1     | 1     |
| Sous-total            | Sous-total            | Sous-total            | -           | -           | 1                     | 1                     | -                              | 0                              | 0                              | -                        | 0         | 0         | 1     | 1     |
| 2013                  | Tennessee Volunteers  | -                     | 4           | 5           | -                     | -                     | -                              | 0                              | 0                              | Nouvelle-Zélande A       | 5         | 5         | 9     | 10    |
| 2014                  | Tennessee Volunteers  | -                     | 8           | 10          | -                     | -                     | -                              | 0                              | 0                              | Nouvelle-Zélande A       | 2         | 2         | 10    | 12    |
| 2015                  | Tennessee Volunteers  | -                     | 8           | 10          | -                     | -                     | -                              | 0                              | 0                              | Nouvelle-Zélande A       | 7         | 6         | 15    | 16    |
| 2016                  | Tennessee Volunteers  | -                     | 9           | 11          | -                     | -                     | -                              | 0                              | 0                              | Nouvelle-Zélande A       | 4         | 1         | 13    | 12    |
| Sous-total            | Sous-total            | Sous-total            | 21          | 26          | -                     | -                     | -                              | 0                              | 0                              | -                        | 16        | 7         | 37    | 33    |
| 2017                  | Vittsjö GIK           | Damallsvenskan        | 18          | 2           | 0                     | 0                     | -                              | 0                              | 0                              | Nouvelle-Zélande A       | 1         | 1         | 19    | 3     |
| 2018                  | Vittsjö GIK           | Damallsvenskan        | 17          | 1           | 0                     | 0                     | -                              | 0                              | 0                              | -                        | 0         | 0         | 17    | 1     |
| 2019                  | Vittsjö GIK           | Damallsvenskan        | 0           | 0           | 0                     | 0                     | -                              | 0                              | 0                              | Nouvelle-Zélande A       | 5         | 0         | 5     | 0     |
| Sous-total            | Sous-total            | Sous-total            | 35          | 3           | 0                     | 0                     | -                              | 0                              | 0                              | -                        | 8         | 8         | 43    | 11    |
| 2019-2020             | Sporting CP           | Liga BPI              | 15          | 12          | 5                     | 4                     | -                              | 0                              | 0                              | Nouvelle-Zélande A       | 5         | 1         | 25    | 17    |
| Sous-total            | Sous-total            | Sous-total            | 15          | 12          | 5                     | 4                     | -                              | -                              | -                              | -                        | 5         | 1         | 25    | 17    |
| Total sur la carrière | Total sur la carrière | Total sur la carrière | 91          | 70          | 7                     | 7                     | -                              | 0                              | 0                              |                          | 54        | 42        | 152   | 119   |

Statistiques actualisées le 30 avril 2020

### En sélection nationale
Hannah Wilkinson participe avec la sélection néo-zélandaise des moins de 20 ans à la Coupe du monde de football féminin des moins de 20 ans 2010, jouant tous les matchs de groupe et marquant un but. Elle participe à la Coupe du monde de football féminin 2011, marquant le but égalisateur dans le temps additionnel du dernier match de groupe contre le Mexique.

## Vie privée
Hannah Wilkinson est ouvertement lesbienne.